# ネクサス (プロダクション)
株式会社ネクサス（英: NEXUS INC.）は、テレビ番組の制作プロダクション。

## 主な制作番組

### テレビ朝日
- 朝だ!生です旅サラダ（ABC）

### テレビ東京
- 開運!なんでも鑑定団
- 美の巨人たち
- Beeワールド
- 朝の！さんぽ道

### BS-TBS
- にっぽん！歴史鑑定

## 過去に放送された制作番組

### 日本放送協会
- ETV特集

### 日本テレビ
- おしえて!ガリレオ（読売テレビ）
- 太古の森の物語
- 花咲く地球の一億年物語
- 炎の料理人〜北大路魯山人〜
- JTスペシャル トマトの国の探検隊
- これが幻の100億お宝伝説
- シルクロードの使者(BS日テレ)

### TBSテレビ
- 中村敦夫の地球発22時（MBS）
- 絶景の楽園（MBS）
- 道浪漫（MBS）
- どうぶつ奇想天外!
- 極楽自由区
- NEWS23特集
- 日曜特集・新世界紀行
- 浪漫紀行・地球の贈り物
- ワンダフル
- 開高健 釣りシリーズスペシャル
- 五夜連続スペシャル〜今、ガラスの地球〜
- これが世界の超絶景
- 仰天!人類未体験映像 驚異の10秒SHOW!!
- あなたは第○位？日本全国名字ランキング
- 驚き!ニッポンひと昔探検隊

### BS-TBS
- 謎解き！江戸のススメ
- Spice of Life 〜人生にスパイスを〜
- ハイビジョンのひととき 「私の美術館」
- 温泉遺産

### フジテレビ
- 遥かなるカナリア　〜中村雅俊 ふれあい紀行〜(仙台放送)

### テレビ朝日
- クイズ!その時どうした!!
- ビートたけしの!こんなはずでは!!
- 驚きももの木20世紀(ABC)
- キラリ(ABC)
- ネイチャリングスペシャル〜カナダ〜
- アフターマン(ABC)
- 現代進行形TV イマジン!(ABC)
- ABC創立50周年 手塚治虫氏スペシャル 20世紀最後の怪事件〜鉄腕アトムの名推理!〜(ABC)
- 戦後60年新春特別企画 ビートたけしの陰謀のシナリオ!!日本を震撼させた戦後7大事件はアメリカの陰謀!?SP
- 戦後60年特別企画　語りつぐ戦争(ABC)

### テレビ東京
- 辰巳琢郎のリフォーム夢家族
- 芸術に恋して!
- 新・美に生きる
- 蜃気楼の王国
- 史上最大!世界のお宝まるごと争奪オークション
- 恐竜は生きている!?-よみがえる恐竜王国の大発見
- ステップアップバトル!!奇跡の10階段
- 土曜スペシャル
- ニョキニョキ植物王国
- ドライブ A GO!GO!
- 仰天クイズ! 珍ルールSHOW
- 地球街道

### BSジャパン
- 目からウロコの骨董塾

## プロデューサー
- 松本博之　（元イースト所属 『わくわく動物ランド』担当）
- 新井丈二
- 杉山麗美

## リンク
- 公式サイト
- 株式会社ネクサス　NEXUS INC Facebook